# 4248 Ranald
A 4248 Ranald (ideiglenes jelöléssel 1984 HX) a Naprendszer kisbolygóövében található aszteroida. Alan C. Gilmore,  Pamela M. Kilmartin fedezte fel 1984. április 23-án.